# Irapa
Irapa é uma cidade venezuelana, capital do município de Mariño.